# قلبا
قرية قلبا هي إحدى القرى التابعة لمركز ملوى بمحافظة المنيا في جمهورية مصر العربية. حسب إحصاءات سنة 2006، بلغ إجمالي السكان في قلبا 17393 نسمة، منهم 8317 رجلا و9076 امرأة.